# Alfonsina Barrionuevo
Alfonsina Elizabeth Barrionuevo Sánchez de Velarde (Cusco, 27 de septiembre de 1943) es una abogada, historiadora, periodista y escritora peruana.
Es considerada una pionera en la difusión de la cultura andina peruana a través de la radio y la televisión. Fue conductora, durante muchos años, del programa "Descubriendo el Perú", programa cultural que se transmitió por TV Perú entre 1984 a 1992. Pero adicionalmente también tuvo a su cargo los programas “ Retablo", "Lector de Estrellas" (1998-1999) y "Huellas del Tiempo" así como varios documentales turísticos y ecológicos. 
Ha sido autora de cientos de artículos para medios impresos. Es autora de varias obras, entre ellas:
- Andanzas de una reportera (1955)
- Cuzco mágico (1968)
- Los dioses de la lluvia (1972)
- Sirvinakuy: un ensayo sobre el matrimonio de prueba. (1973)
- El Muki y otros personajes fabulosos (1974)
- Habla Micaela (1976)
- La chica de la cruz (1976)
- Cusco mágico (1980)
- Lima, el valle del Dios que hablaba (1981)
- Cartas de Lima: Artículo La Casa de Pizarro (1981)
- Artistas populares del Perú (1982)
- Ayacucho, la comarca del pulsa Amaru (1988)
- Huchuysito, el pequeñito (1989)
- ¿Los extraterrestres construyeron Saqsaywaman? (1989)
- Templos sagrados de Machupiqchu
- Cusco en los anillos del tiempo
- Paraka, la madre de los vientos
- Machupiqchu
- Espacios mágicos de Qosqo y Machupiqchu
- Poder en los Andes: la fuerza de los cerros (2000)
- Hablando con los apus: poder en los Andes : la fuerza de los cerros (2011)
- ¿Qué dicen los Khipus? (2019)

Asimismo ha sido premiada con el Premio Nacional de Periodismo, Premio Nacional de Turismo, Premio Internacional John Reitemeyer, entre otros.